# Toni Gorupec
Toni Gorupec (* 4. Juli 1993 in Zagreb) ist ein kroatischer Fußballspieler.

## Karriere

### Verein
Im Sommer 2011 rückte Gorupec in den Profikader von Dinamo Zagreb, unterschrieb dort einen Vertrag bis 2017 und wurde für zwei Jahre an den Zweitligisten NK Sesvete verliehen. Im Sommer 2013 wechselte er zu Ligakonkurrent Lokomotiva Zagreb, ohne zuvor ein Spiel für Dinamo bestritten zu haben. Nach 23 Einsätzen im ersten Jahr verlor er in der Saison 2014/15 seinen Stammplatz und kam nicht mehr zum Zuge. Anfang 2015 verließ er den Klub zu Astra Giurgiu nach Rumänien. Schon ein halbes Jahr später verließ er den Klub wieder und heuerte beim portugiesischen Erstligisten Vitória Setúbal an. Von dort wurde er die komplette Spielzeit 2017/18 an Zweitligist CD Santa Clara verliehen und schaffte mit dem Verein den Aufstieg. Anschließend kehrte er nach Kroatien zurück und spielte für die Vereine NK Kurilovec, NK Hrvatski dragovoljac und NK Rudeš. Seit 2020 ist der Abwehrspieler für den zyprischen Erstligisten Ethnikos Achnas aktiv.

### Nationalmannschaft
Gorupec spielte von 2009 bis 2014 insgesamt 58-mal für diverse kroatische Jugendnationalmannschaften und nahm in dieser Zeit u. a. an der U-19 Europameisterschaft 2012 sowie der U-20 Weltmeisterschaft 2013 teil.